# Mérito de condigno
Mérito de condigno (meritum de condigno) es un aspecto de la teología de la Iglesia católica que significa mérito con la dignidad de Cristo. Una persona nacida de nuevo en Cristo no hace mérito de su propia virtud, sino que las virtudes de Cristo se aplican a su obra. Por lo tanto, es Dios coronando sus obras. 

## Comparaciones
El mérito congruente es el equivalente al mérito condigno pero aplicado a una persona no regenerada por la bondad de Dios. En el primer caso, Dios se ha obligado, por sus promesas a recompensar los méritos de su Hijo en sus hijos. En el segundo caso, Dios concede sus méritos a quienes le buscan con fe, no por obligación, sino por misericordia y amor. En ninguno de los dos casos Dios está obligado por lo humano. En el primer caso, Dios está obligado por sus promesas a los que le aman. En el segundo, Dios está obligado por su amor y misericordia a sus criaturas que le obedecen.
En algunas formulaciones del calvinismo, el mérito condigno no es necesario porque la  expiación de Jesús no es necesaria. La expiación es un mérito congruente otorgado por Dios. 
El mérito condigno supone una igualdad entre el servicio y el retorno; se mide por la justicia conmutativa, y por lo tanto da un derecho real a una recompensa en el nombre de Cristo. El mérito congruente, debido a su insuficiencia y a la falta de proporción intrínseca entre el servicio y la recompensa, reclama una recompensa sólo sobre la base de la equidad. Esta distinción y terminología de la escolástica temprana, que ya es reconocida en concepto y sustancia por los Padres de la Iglesia en sus controversias con los pelagianos y semipelagianos, fue enfatizada de nuevo por Johann Eck, el adversario de Martín Lutero.
La diferencia esencial entre mérito condigno y mérito congruente se basa en que, además de aquellas obras que reclaman una remuneración so pena de violar la estricta justicia (como en los contratos entre empresario y trabajador, en la compraventa, etc.), existen también otras obras meritorias que, a lo sumo, tienen derecho a recompensa u honor por razones de equidad o mera justicia distributiva, como en el caso de las gratificaciones y condecoraciones militares. Desde el punto de vista ético, la diferencia consiste prácticamente en que, si se retiene la recompensa debida al mérito condigno, hay una violación del derecho y de la justicia y la consiguiente obligación en conciencia de restituir, mientras que, en el caso del mérito congruo, retener la recompensa no implica ninguna violación del derecho ni ninguna obligación de restituir, pues se trata simplemente de una ofensa a lo que conviene o de una cuestión de discriminación personal. De ahí que la recompensa del mérito congruo dependa siempre en gran medida de la bondad y liberalidad del dador, aunque no pura y simplemente de su buena voluntad.

## Crítica del mérito condigno
En su Comentario al Sermón de la Montaña de 1532, Martín Lutero criticó la doctrina católica sobre el mérito condigno. Señaló que si bien la recompensa que se obtiene del mérito condigno es mucho mayor que la del mérito congruente, el tipo de buenas obras que se dicen para alcanzar cada tipo de mérito es similar. Lutero pensaba que no tenía sentido que el dos tipos de mérito pudiera obtenerse mediante acciones similares cuando el beneficio del mérito condigno es mucho mayor que el beneficio del mérito congruente.